# Vườn quốc gia Tooloom
Vườn quốc gia Tooloom là một vườn quốc gia ở bang New South Wales, Úc, cách thành phố Sydney 616 km về phía bắc.
Tên Tooloom phái sinh từ tiếng Bundjalung Duluhm.
Vườn quốc gia này được thành lập ngày.12.1995, có diện tích là 43,80 km²

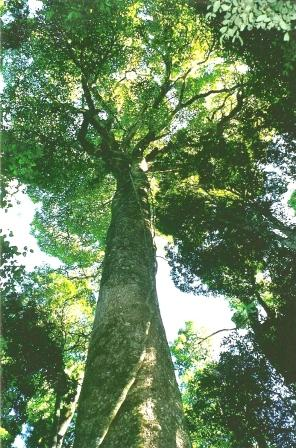
Cây sồi trắng khổng lồ - Tooloom Scrub, NSW